# Na-ui gyeolhon weonjeonggi
Na-ui gyeolhon weonjeonggi (나의 결혼 원정기?), noto anche con il titolo internazionale Wedding Campaign, è un film del 2005 scritto e diretto da Hwang Byung-guk.

## Trama
Il trentottenne Hong Man-taek non ha ancora trovato la donna giusta per lui, e preso dalla disperazione decide di trovarsi una "sposa per corrispondenza"; l'uomo parte così insieme a un amico per un viaggio di dieci giorni in Uzbekistan, e là incontra la coreana Kim Lara, che dovrebbe aiutarlo a trovare moglie.